# Benevento Calcio
Benevento Calcio este o echipă italiană de fotbal situată în Benevento, Campania, care evoluează în Serie B. Clubul a fost înființat în 1929 și reînființat în 2005. În sezoanele 2017-2018 si 2020-2021 echipa a jucat în Serie A.

## Istoria

### Primii ani
Clubul a fost înființat ca Associzione Calcio Benevento în 1929, iar stadionul pe care a jucat a fost Meomartini care a fost construit de Ciccio Minocchia.
După ce a promovat în diviziile inferioare ale fotbalului italian în primii ani de existență, echipa a ajuns în Prima Divisione, al treilea eșalon profesionist din Italia la momentul respectiv, în sezonul 1934-1935. În primul sezon din această liga echipa a terminat deasupra unor cluburi, cum ar fi Reggina. Deși nu a promovat în Serie B, echipa a rămas în al treilea nivel al fotbalului italian pentru sezonul 1935-1936, eșalon reorganizat într-o ligă mai mica de 64 echipe redenumită Serie C.

### Secolul al XXI-lea
Clubul FC Sporting Benevento Srl a fost declarat falimentat în 2005. În același timp, a fost înființat Benevento Calcio SpA. În sezonul regulat din anul comeptetițional 2007-08 al Seriei C2 echipa a terminat pe primul loc în Girone C, câștigand promovarea directă în noua Lega Pro Prima Divisione pentru sezonul 2008-09. În sezonul 2008-09, primul sezon al lui Benevento în Lega Pro Prima Divisione, echipa a terminat pe locul 2. Acest lucru a însemnat calificarea în play-off cu meciuri tur-retur. A câștigat semifinala împotriva celor de la Foggia, după două meciuri încheiate la egalitate (0-0 și 2-2), dar au pierdut finala cu Crotone, 2-1 după două meciuri.
Gaetano Auteri a fost numit antrenor principal pentru sezonul 2015-16. În acel sezon, Benevento a câștigat liga și a promovat în Serie B, pentru prima dată în istoria sa. Promovarea matematică a avut loc la 30 aprilie 2016, după ce a învins pe Lecce 3-0.
La 08 iunie 2017, Benevento a promovat în Serie A, pentru prima dată în istoria sa, după ce a învins-o pe Carpi în play-off-ul Seriei B cu 1-0 la total.

## Lotul actual
La 31 ianuarie 2018. 
| Nr. |         | Poziție | Jucător                                        |
| --- | ------- | ------- | ---------------------------------------------- |
| 3   | Italia  | F       | Gaetano Letizia                                |
| 4   | Italia  | M       | Lorenzo Del Pinto                              |
| 5   | Italia  | F       | Fabio Lucioni (căpitan)                        |
| 6   | Albania | F       | Berat Djimsiti (împrumutat de la Atalanta)     |
| 7   | Italia  | M       | Marco D'Alessandro (împrumutat de la Atalanta) |
| 8   | Italia  | M       | Danilo Cataldi (împrumutat de la Lazio)        |
| 11  | Italia  | A       | Massimo Coda                                   |
| 12  | Italia  | P       | Riccardo Piscitelli                            |
| 14  | Italia  | M       | Nicolas Viola                                  |
| 18  | Ghana   | F       | Bright Gyamfi                                  |
| 20  | Albania | M       | Ledian Memushaj (împrumutat de la Pescara)     |
| 21  | Italia  | F       | Andrea Costa                                   |
| 22  | Italia  | P       | Alberto Brignoli (împrumutat de la Juventus)   |
| 23  | Italia  | F       | Lorenzo Venuti (împrumutat de la Fiorentina)   |

| Nr. |          | Poziție | Jucător                                       |
| --- | -------- | ------- | --------------------------------------------- |
| 25  | Mali     | A       | Cheick Diabaté (împrumutat de la Osmanlıspor) |
| 26  | Italia   | A       | Vittorio Parigini (împrumutat de la Torino)   |
| 29  | Franța   | F       | Jean-Claude Billong                           |
| 30  | Brazilia | M       | Sandro (împrumutat de la Antalyaspor)         |
| 31  | Serbia   | M       | Filip Đuričić (împrumutat de la Sampdoria)    |
| 33  | Italia   | A       | Pietro Iemmello (împrumutat de la Sassuolo)   |
| 66  | Brazilia | M       | Guilherme                                     |
| 77  | Maroc    | M       | Achraf Lazaar (împrumutat de la Newcastle)    |
| 81  | Italia   | P       | Christian Puggioni                            |
| 83  | Franța   | F       | Bacary Sagna                                  |
| 87  | Italia   | A       | Cristiano Lombardi (împrumutat de la Lazio)   |
| 88  | Italia   | F       | Luca Antei (împrumutat de la Sassuolo)        |
| 99  | Italia   | A       | Enrico Brignola                               |